# Maarja-Liis Ilus
Maarja-Liis Ilus (ur. 24 grudnia 1980 w Tallinnie) – estońska piosenkarka, dwukrotna reprezentantka Estonii w Konkursie Piosenki Eurowizji (w 1996 i 1997).

## Życiorys
W 1996 z piosenką „Kaelakee hääl”, nagraną w duecie z Ivo Linną, wzięła udział w estońskich eliminacjach eurowizyjnych Eurolaul 1996. Dzięki głosom jurorów zajęli pierwsze miejsce, zostając reprezentantami Estonii w finale 41. Konkursu Piosenki Eurowizji w Dublinie. 13 maja zajęli piąte miejsce w koncercie finałowym, zdobywszy 94 punkty. W tym samym roku Ilus wydała swój debiutancki album studyjny, zatytułowany po prostu Maarja-Liis. W 1997 ponownie wystartowała w krajowych eliminacjach do Konkursu Piosenki Eurowizji, tym razem z piosenką „Keelatud maa”, z którą wygrała finał selekcji. 18 maja zajęła ósme miejsce w finale konkursu organizowanego w Oslo. W międzyczasie wydała swój pierwszy międzynarodowy album, zatytułowany First in Line, który został wydany pod szyldem wytwórni Universal, sprzedał się w ponad 250-tysięcznym nakładzie i osiągnął sukces komercyjny m.in. w Japonii, a także w Azji, Australii i Ameryce Południowej. W tym samym roku piosenkarka otrzymała tytuł „Wokalistki roku” i wydała album, zatytułowany Kaua veel.
W 1998 wydała swój kolejny album, zatytułowany Heart, który ukazał się również w Japonii. W sierpniu 2000 wystąpiła podczas Festiwalu Piosenki w Tallinnie jako support Tiny Turner. W tym samym roku wydała płytę pt. City Life, którego reedycja ukazała się w 2003. Podczas sesji nagraniowej pracowała z wykonawcami, takimi jak m.in.: Lisa Lindeberg, Chris Hughes, Malcolm, Fredrik czy Bernard Lãļhr. W marcu z piosenką „He Is Always on My Mind” zakwalifikowała się do stawki półfinałowej Melodifestivalen 2003, szwedzkich eliminacji do 48. Konkursu Piosenki Eurowizji. Zajęła szóste miejsce w czwartej rundzie półfinałowej, nie zdobywając awansu do finału. W tym samym czasie zagrała także główne role w kilku musicalach, takich jak np.: Koty, Miss Saigon, Dźwięki muzyki i Rent, a także została solistką podczas gali ku czci Andrew Lloyd Webbera. W lipcu 2004 wystąpiła podczas Międzynarodowego Konkursu dla Młodych Wykonawców Muzyki Popularnej „Nowa Fala” z utworem „Mis värvi on armastus?” zaśpiewanym w języku rosyjskim. Pod koniec października w okolicach Weizenberg Street 6 w Tallinnie spowodowała wypadek samochodowy, po którym trafiła do szpitala z niewielkimi obrażeniami. Piosenkarka otrzymała karę finansową w wysokości 600 koron.
Od 2005 wydała w kraju kolejne albumy studyjne: Look Around, Läbi jäätund klaasi (2006), Homme (2008), Jõuluingel (2009) i Kuldne põld (2012). Przy pracy nad płytą Läbi jäätund klaasi współpracowała razem z pianistą i kompozytorem Reinem Rannapem oraz Estońską Orkiestrą Symfoniczną. W tym samym roku otrzymała kolejny tytuł „Wokalistki roku” oraz obroniła tytuł licencjata na wydziale prawa na Uniwersytecie w Tartu. W 2007, razem z Marko Reikopem prowadziła finał estońskich selekcji eurowizyjnych Eurolaul 2007.

## Dyskografia

### Albumy studyjne
- 1996: Maarja-Liis
- 1997: First in Line
- 1998: Kaua veel
- 2000: City Life
- 2005: Look Around
- 2006: Läbi jäätunud klaasi
- 2008: Homme
- 2009: Jõuluingel
- 2012: Kuldne põld